# Diego Dublé Urrutia
Diego Dublé Urrutia (Angol,  Región de la Araucanía; 8 de julio de 1877-ibídem, 13 de noviembre de 1967) fue un poeta, pintor y embajador chileno.

## Biografía
Hijo de Baldomero Dublé Almeyda, ingeniero y teniente coronel del Ejército, y de Teodorinda Urrutia Anguita. Su abuelo materno fue Basilio Urrutia, general de división y ministro de Guerra y Marina de Chile. Se casó con Mercedes García-Huidobro Fernández, hermana del poeta Vicente Huidobro.
Realizó sus primeros estudios en varios colegios privados de Angol, para luego viajar a Santiago a terminar sus estudios en el Instituto Nacional. En 1895, con 18 años de edad, recibió una mención honrosa en el Certamen Varela de Valparaíso, por su libro de poemas Pensamientos en la tarde. Sus estudios universitarios los realizó en la Escuela de Leyes de la Universidad de Chile. Durante este periodo colaboró en los diarios La Ley de Santiago y El Sur de Concepción. Su carrera de Leyes se vio interrumpida en 1903 por su nombramiento en el Servicio Diplomático Chileno en misión diplomática a Francia. Desde ese entonces, su carrera diplomática lo llevó por 17 países distintos, entre ellos, Austria, Brasil y Ecuador, donde se le otorgó el cargo de Ministro Plenipotenciario de Chile.
Su producción literaria comenzó en 1898, con la publicación de su libro de poemas llamado Veinte años que incluyó poemas de Pensamientos de la tarde (1895-1896), de Reminiscencias (1897-1898) y de Melancolía, de 1898. Más tarde publicó Profesión de fe (1928) y Memoria genealógica de la familia Dublé (1942), únicos libros publicados que no correspondían al género lírico. En 1953 publicó Fontana cándida, una antología de toda su producción poética.
En sus años de vejez, dedicó parte de su tiempo en localidad de Llolleo. En los años subsiguientes, la calle que albergaba su hogar fue rebautizada en su honor, nombre que se mantiene hasta la actualidad.
Fue miembro de número de la Academia Chilena de la Lengua, correspondiente de la Real Academia Española.
Por su destacada trayectoria, en 1958 se le otorgó el Premio Nacional de Literatura.